# Les amants de minuit
A Les amants de minuit (magyarul: Az éjfél szerelmesei) egy dal, amely Luxemburgot képviselte az 1956-os Eurovíziós Dalfesztiválon. A dalt Michèle Arnaud adta elő francia nyelven.
A luxemburgi televízió belső kiválasztással jelölte ki az énekesnőt és két dalát. Az 1956-os versenyen rendhagyó módon mindegyik ország két dallal vett részt. A másik luxemburgi induló Arnaud Ne crois pas című dala volt.
A dal a francia sanzonok stílusában íródott, amiben az énekesnő az "éjféli szerelmesek" találkozását mondja el, és elénekli, hogy csak az éjszaka tudja, mi történik kettejük között, mielőtt visszatérnek a valódi életükbe reggel.
A május 24-én rendezett döntőben a fellépési sorrendben tizenharmadikként adták elő, a francia Dany Dauberson Il est là című dala után és az olasz Tonina Torrielli Amami se vuoi című dala előtt.
Az 1956-os verseny volt az egyetlen, ahol nem tartottak nyílt szavazást, hanem a szavazatok összesítése utána a zsűri elnöke bejelentette, hogy melyik dal végzett az első helyen. Így nem lehet tudni, hogy milyen eredményt ért el a dal a szavazás során, azon kívül, hogy nem nyert.

## Külső hivatkozások
- Dalszöveg
- YouTube videó: A Les amants de minuit című dal előadása a luganói döntőben